# Isabel Hénin
Isabel Hénin, née Krüger, est une diplomate allemande née en 1973 à Bobingen. Elle est chef de la section Afrique de l'Ouest au ministère des Affaires étrangères depuis août 2024. Auparavant, elle a été ambassadrice de la République fédérale d'Allemagne en Mauritanie de 2021 à 2024.

## Biographie

### Carrière
Isabel Hénin obtient l'Abitur (baccalauréat) en 1992 à l'école Schloss Salem. De 1993 à 2000, elle étudie les sciences politiques et l'économie à Heidelberg et à Paris, avant d'être employée scientifique à l'Université de Heidelberg.
En 2003, elle entre au service des affaires étrangères. 
Après avoir terminé sa formation de diplomate, elle effectue de 2004 à 2007 une première mission à l'étranger, à l'ambassade d'Amman, en Jordanie. 
De 2007 à 2010, elle travaille au ministère des Affaires étrangères. Elle effectue sa seconde mission à l'étranger de 2010 à 2014, à l'ambassade d'Addis-Abeba en Éthiopie.
À Paris, Isabel Hénin travaille de 2014 à 2016 comme fonctionnaire d'échange au ministère français des Affaires étrangères et de 2016 à 2017 à l'ambassade à Paris,.
Elle est ensuite affectée au poste de cheffe de service adjointe au ministère des Affaires étrangères à partir de 2017, avant d'être nommée ambassadrice en Mauritanie en août 2021. Hénin a pris la tête de l'unité Afrique de l'Ouest au ministère des Affaires étrangères en août 2024.

### Vie privée
Isabel Hénin est mariée au journaliste français Nicolas Hénin, leurs deux enfants sont bilingues. 